# Paul Brown Stadium
Paul Brown Stadium er et stadion i Cincinnati i Ohio, USA, der er hjemmebane for NFL-klubben Cincinnati Bengals. Stadionet med plads til 65.790 tilskuere blev indviet i år 2000, hvor det erstattede Bengals' gamle hjemmebane Riverfront Stadium.